# My Soul to Take (film)
My Soul to Take är en amerikansk skräckfilm från 2010 skriven och regisserad av Wes Craven. Det är den första filmen sedan Wes Craven's New Nightmare som han både skrivit och regisserat. I filmen spelar Max Thieriot huvudpersonen Adam "Bug" Hellerman, en av sju tonåringar som blivit utvalda att dö.
Filmen blev ingen succé på biograferna och fick ett svalt välkomnande av filmkritiker.

## Handling
I den lilla staden Riverton i Massachusetts går en seriemördare lös och håller staden i skräck. Abel Plenkov (Raul Esparza) är en småbarnsfar som lever med sin fru, som väntar deras andra barn, och en dotter. En kväll arbetar han på ett par leksaker som han ska ge till sina barn. Den kvällen visar det sig att Plenkov har multipla personligheter, även kallat dissociativ identitetsstörning. Det visar sig också att Plenkov är seriemördaren, även kallad “The Riverton Ripper”. Han mördar sin fru, och blir skjuten och arresterad av polisen, men ambulansen han ligger i exploderar sedan den kört av vägen när den körti ilfart till sjukhuset.
16 år senare möts en stor grupp tonåringar på platsen där seriemördaren påstås ha avlidit. Sju av dessa är kända som “The Riverton Seven”, eftersom de var födda på samma dag som mördaren dog. Brandon (Nick Lashaway) berättar en sägen om att en av de sju varje år måste stå upp mot mördarens själ för att rädda dem. Detta år är det Bugs (Max Thieriot) tur. Han grips av panik när en docka som liknar mördaren närmar sig honom. Men polisen kommer och upplöser sammankomsten och ungdomarna flyr iväg. När Jay (Jeremy Chu) går över en bro på vägen hem blir han attackerad och dödad av någon som visar sig vara den riktiga Riverton Ripper. Jays kropp påträffas dagen efter.
Penelope (Zena Grey) möter sin kompis Melanie (Shannon Walsh) vid simbassängen i skolan och dödas av mördaren. Senare trakasserar Brandon Brittany (Paulina Olszynski) genom att försöka få henne att suga av honom. Båda springer in i skogen och blir där mördade. Samtidigt som skolans rektor möter Bug och hans mamma för att prata om hans oro kring Bugs lite speciella egenheter och mentala hälsa. Han tillkännager gladeligen att han vill skicka Bug till en institution för psykiskt sjuka.
Hemma bråkar Bugs goth-syster Fang (Emily Meade) med honom och berättar att May inte är deras riktiga mamma och att deras far i själva verket är The Riverton Ripper. De båda slår sönder leksakerna deras pappa hade tillverkat till dem. Bug diskuterar mördarens återkomst med sin bästa vän Alex. Bug har två teorier kring detta; antingen har han kommit tillbaka som Abel, eller så har hans själ tagit över någon av The Riverton Seven. Alex berättar att han äntligen vågat stå upp för sig själv och slagit tillbaka mot sin styvfar, som en längre tid har misshandlat honom på ett i det närmaste sadistiskt sätt. Men samtidigt som Alex slog tillbaka, dödade han honom. Bug går in till badrummet för att hämta ett glas vatten till sin vän, men när han kommer tillbaka är Alex borta.
En polis kommer till huset och Bug förstår att May är död. Mördaren kommer och dödar polismannen, och försöker att döda Bug. Bug och Fang gömmer sig i en garderob och mördaren hör förvånat ett ljud från övervåningen och springer upp. Bug följer med och hittar Jerome (Denzel Whitaker) i sitt rum, dödligt knivskuren. Plötsligt kommer Alex tillbaka och hävdar att han försvann eftersom polisen kom. Alex anklagar Bug för att lida av schizofreni. Tveksam berättar Bug till Alex att allting pekar på att det är han som är mördaren. Alex avslöjar att det är han som faktiskt är mördaren och erbjuder sig att inte döda Bug om de skjuter skulden på Jerome för morden. Bug vägrar att göra detta och lyckas efter många om och men döda Alex.

## Skådespelare
- Max Thieriot som Adam 'Bug' Hellerman
- John Magaro som Alex Dunkleman
- Denzel Whitaker som Jerome King
- Zena Grey som Penelope Bryte
- Nick Lashaway som Brandon O'Neil
- Paulina Olszynski som Brittany Cunningham
- Jeremy Chu som Jay Chan
- Emily Meade som Leah 'Fang' Hellerman
- Raul Esparza som Abel Plenkov
- Jessica Hecht som May Hellerman
- Frank Grillo som Det. Frank Patterson
- Danai Gurira som Jeanne-Baptiste
- Harris Yulin som Dr. Blake
- Shareeka Epps som Chandelle
- Dennis Boutsikaris som Principal Pratt
- Felix Solis som Mr. Kaiser
- Christopher Place som The Riverton Ripper

## Inspelning
Inspelningen av filmen började i april 2008 för att få en release i oktober 2009. Craven beskriver mördaren i mars 2009 som en typ som bor under floden, äter bark och lever i skogen sen sin påstådda död.  Filmen är producerad av Anthony Katagas och novisen Iya Labunka, Cravens fru.

### 3D-version
Filmen var inspelad i 2D. Det var bara för att det stigande intresset för 3D att en 3D-version blev gjord.

### Roller
Henry Hopper, son till den framlidne Dennis Hopper, var från början tilltänkt att spela huvudpersonen Adam "Bug" Hellerman, men var utbytt mot Max Thieriot efter Hopper hade insjuknat i körtelfeber. Vid sidan av Thieriot står John Magaro som Alex Dunkelman, Adams bäste vän som är regelbundet misshandlad  av sin sadistiske styvfar Quint (Lou Sumrall). Paulina Olszynski spelar Brittany Cunningham, som i hemlighet känner attraktion mot Adam.  Nick Lashaway innehar rollen som Brandon O'Neal, en "livlig, atletisk idrottare" och "den snyggaste killen i skolan" som tycker om Brittany. Emily Meade spelar den cyniska goth-tjejen Leah ("Fang") som är Adams syster. Zena Grey, Denzel Whitaker, Trevor St. John, Raúl Esparza och Shareeka Epps medverkar också. 

## Premiär
Filmen hade premiär den 8 oktober 2010  My Soul to Take släpptes på DVD och Blu-ray den 8 februari 2011. Trailern fanns på DVD-versionerna för Resident Evil: Afterlife och  Devil.

## Mottagande

### Kritik
Filmen var inte visad för filmkritiker innan premiären. My Soul to Take har i stort fått negativ kritik runt om i världen. På Rotten Tomatoes gillar 8% den baserat på 42 recenseringar, med en medelpoäng på 2.9 av 10. De vanligaste omdömena är; “tråkig, ointressant och medelmåttig, My Soul to Take visar att Wes Craven slutade sitt femårsuppehåll från filmskapande för tidigt.”
 3D-versionen fick också ett dåligt mottagande.